# Eredivisie de 2016–17
A Eredivisie de 2016–17 foi a 61ª edição do Campeonato Neerlandês de Futebol. O PSV Eindhoven entra como atual campeão.

## Promovidos e Rebaixados
| Pos. | Rebaixados da Eredivisie 2015–16 |
| ---- | -------------------------------- |
| 17º  | De Graafschap                    |
| 18º  | Cambuur                          |

| Pos. | Promovidos da Eerste Divisie |
| ---- | ---------------------------- |
| 1º   | Sparta Rotterdam             |
| 5º   | Go Ahead Eagles              |

## Regulamento
A Eredivisie está sendo disputada por 18 clubes em 2 turnos. Em cada turno, todos os times jogam entre si uma única vez. Os jogos do segundo turno serão realizados na mesma ordem no primeiro, apenas com o mando de campo invertido. Não há campeões por turnos, sendo declarado campeão Neerlandês o time que obtiver o maior número de pontos após as 34 rodadas.

### Critérios de desempate
Caso haja empate de pontos entre dois clubes, os critérios de desempates serão aplicados na seguinte ordem:
1. Número de vitórias
2. Saldo de gols
3. Gols marcados
4. Confronto direto
5. Número de cartões vermelhos
6. Número de cartões amarelos

## Participantes

### Número de equipes por província
| Posição | Província         | Nº de equipes | Equipes                                               |
| ------- | ----------------- | ------------- | ----------------------------------------------------- |
| 1       | Holanda do Sul    | 4             | ADO Den Haag, Excelsior, Feyenoord e Sparta Rotterdam |
| 1       | Overissel         | 4             | Go Ahead Eagles, Heracles Almelo, PEC Zwolle e Twente |
| 3       | Guéldria          | 2             | NEC Nijmegen e Vitesse                                |
| 3       | Brabante do Norte | 2             | PSV Eindhoven e Willem II                             |
| 3       | Holanda do Norte  | 2             | Ajax e AZ Alkmaar                                     |
| 6       | Frísia            | 1             | Heerenveen                                            |
| 6       | Groninga          | 1             | Groningen                                             |
| 6       | Limburgo          | 1             | Roda JC                                               |
| 6       | Utrecht           | 1             | Utrecht                                               |

### Informação dos clubes
| Equipe           | Cidade     | Estádio (mando)          | Capacidade | Material Esportivo |
| ---------------- | ---------- | ------------------------ | ---------- | ------------------ |
| ADO Den Haag     | Haia       | Kyocera Stadion          | 15.000     | Erreà              |
| Ajax             | Amsterdã   | Amsterdam ArenA          | 53.052     | Adidas             |
| AZ Alkmaar       | Alkmaar    | AFAS Stadion             | 17.023     | Under Armour       |
| Excelsior        | Roterdã    | Stadion Woudestein       | 3.785      | Quick              |
| Feyenoord        | Roterdã    | De Kuip                  | 51.137     | Adidas             |
| Go Ahead Eagles  | Deventer   | Adelaarshorst            | 8.000      | Hummel             |
| Groningen        | Groninga   | Euroborg                 | 22.550     | Robey              |
| Heerenveen       | Heerenveen | Abe Lenstra Stadion      | 26.100     | JAKO               |
| Heracles Almelo  | Almelo     | Polman Stadion           | 12.400     | Acerbis            |
| NEC Nijmegen     | Nimega     | Goffert Stadion          | 12.500     | Patrick            |
| Zwolle           | Zwolle     | IJsseldelta Stadion      | 12.500     | Robey              |
| PSV Eindhoven    | Eindhoven  | Philips Stadion          | 36.000     | Umbro              |
| Roda JC          | Kerkrade   | Parkstad Limburg Stadion | 19.979     | Robey              |
| Sparta Rotterdam | Roterdã    | Het Kasteel              | 11.026     | Robey              |
| Twente           | Enschede   | De Grolsch Veste         | 30.205     | Sondico            |
| Utrecht          | Utrecht    | Stadion Galgenwaard      | 23.750     | Hummel             |
| Vitesse          | Arnhem     | GelreDome                | 25.000     | Macron             |
| Willem II        | Tilburgo   | Willem II Stadion        | 14.637     | Robey              |

## Classificação
Atualizado até 14 de maio de 2017
| Pos | Equipes          | Pts | J  | V  | E  | D  | GM | GS | SG  | Classificação ou rebaixamento                                     |
| --- | ---------------- | --- | -- | -- | -- | -- | -- | -- | --- | ----------------------------------------------------------------- |
| 1   | Feyenoord        | 82  | 34 | 26 | 4  | 4  | 86 | 25 | +61 | Fase de Grupos da Liga dos Campeões da UEFA de 2017–18            |
| 2   | Ajax             | 81  | 34 | 25 | 6  | 3  | 79 | 23 | +56 | Terceira pré-eliminatória da Liga dos Campeões da UEFA de 2017–18 |
| 3   | PSV Eindhoven    | 76  | 34 | 22 | 10 | 2  | 68 | 23 | +45 | Terceira pré-eliminatória da Liga Europa da UEFA de 2017–18       |
| 4   | Utrecht          | 62  | 34 | 18 | 8  | 8  | 54 | 38 | +16 | Play-off da Liga Europa da UEFA de 2017–18                        |
| 5   | Vitesse          | 51  | 34 | 15 | 6  | 13 | 51 | 40 | +11 | Terceira pré-eliminatória da Liga Europa da UEFA de 2017–18[a]    |
| 6   | AZ Alkmaar       | 49  | 34 | 12 | 13 | 9  | 56 | 52 | +4  | Play-off da Liga Europa da UEFA de 2017–18                        |
| 7   | Twente[b]        | 45  | 34 | 12 | 9  | 13 | 48 | 50 | –2  |                                                                   |
| 8   | Groningen        | 43  | 34 | 10 | 13 | 11 | 55 | 51 | +4  | Play-off da Liga Europa de 2017–18                                |
| 9   | Heerenveen       | 43  | 34 | 12 | 7  | 15 | 54 | 53 | +1  | Play-off da Liga Europa de 2017–18                                |
| 10  | Heracles Almelo  | 43  | 34 | 12 | 7  | 15 | 53 | 55 | –2  |                                                                   |
| 11  | ADO Den Haag     | 38  | 34 | 11 | 5  | 18 | 37 | 59 | −22 |                                                                   |
| 12  | Excelsior        | 37  | 34 | 9  | 10 | 15 | 43 | 60 | −17 |                                                                   |
| 13  | Willem II        | 36  | 34 | 9  | 9  | 16 | 29 | 44 | −15 |                                                                   |
| 14  | Zwolle           | 35  | 34 | 9  | 8  | 17 | 39 | 67 | −28 |                                                                   |
| 15  | Sparta Rotterdam | 34  | 34 | 9  | 7  | 18 | 42 | 61 | −19 |                                                                   |
| 16  | NEC Nijmegen     | 34  | 34 | 9  | 7  | 18 | 32 | 59 | −27 | Play-off de Rebaixamento                                          |
| 17  | Roda JC          | 33  | 34 | 7  | 12 | 15 | 26 | 51 | −25 | Play-off de Rebaixamento                                          |
| 18  | Go Ahead Eagles  | 23  | 34 | 6  | 5  | 23 | 32 | 73 | −41 | Zona de rebaixamento à Eerste Divisie                             |

- a ^  O Vitesse se classificou diretamente para à Liga Europa por ter vencido a Copa KNVB de 2016–17.
- b^  O Twente foi excluído de qualquer competição europeia por três anos em 15 de dezembro de 2015.[1]

### Play-off da Liga Europa
Atualizado até 25 de maio de 2017
|  | Semifinais | Semifinais | Semifinais | Semifinais |       |            | Final | Final | Final | Final |
|  |            |            |            |            |       |            |       |       |       |       |
|  | AZ Alkmaar | 4          | 4          | 8          |       |            |       |       |       |       |
|  | Groningen  | 1          | 1          | 2          |       |            |       |       |       |       |
|  | Groningen  | 1          | 1          | 2          |       | AZ Alkmaar | 3     | 0     | 3 (3) |       |
|  |            |            |            |            |       | AZ Alkmaar | 3     | 0     | 3 (3) |       |
|  |            | Utrecht    | 0          | 3          | 3 (4) |            |       |       |       |       |
|  | Heerenveen | Utrecht    | 0          | 3          | 3 (4) | 1          | 1     | 2     |       |       |
|  | Heerenveen |            |            |            |       | 1          | 1     | 2     |       |       |
|  | Utrecht    | 3          | 2          | 5          |       |            |       |       |       |       |

Utrecht venceu o Play-off e se classificou para a Liga Europa de 2017–18.

## Confrontos
Atualizado em 7 de maio de 2017
|                  | ADO | AJX | AZ  | EXC | FEY | GAE | GRO | HEE | HER | NEC | PEC | PSV | RJC | SPA | TWE | UTR | VIT | WIL |
| ---------------- | --- | --- | --- | --- | --- | --- | --- | --- | --- | --- | --- | --- | --- | --- | --- | --- | --- | --- |
| ADO Den Haag     | —   | 0–2 | 0–1 | 4–1 | 0–1 | 3–0 | 4–3 | 0–3 | 1–1 | 1–0 | 1–2 | 1–1 | 4–1 | 1–0 | 1–1 | 0–2 | 0–2 | 1–0 |
| Ajax             | 3–0 | —   | 4–1 | 1–0 | 2–1 | 4–0 | 2–0 | 5–1 | 4–1 | 5–0 | 5–1 | 1–1 | 2–2 | 2–0 | 3–0 | 3–2 | 1–0 | 1–2 |
| AZ Alkmaar       | 4–0 | 2–2 | —   | 1–1 | 0–4 | 2–2 | 0–0 | 2–2 | 5–1 | 2–0 | 1–1 | 2–4 | 1–1 | 1–1 | 2–1 | 2–3 | 2–2 | 2–0 |
| Excelsior        | 1–2 | 1–1 | 3–3 | —   | 3–0 | 1–1 | 2–0 | 4–1 | 3–1 | 2–2 | 0–2 | 1–3 | 0–1 | 3–2 | 1–1 | 1–3 | 1–0 | 0–2 |
| Feyenoord        | 3–1 | 1–1 | 5–2 | 4–1 | —   | 8–0 | 2–0 | 2–2 | 3–1 | 4–0 | 3–0 | 2–1 | 5–0 | 6–1 | 2–0 | 2–0 | 3–1 | 1–0 |
| Go Ahead Eagles  | 3–1 | 0–3 | 1–3 | 3–0 | 1–0 | —   | 2–3 | 1–3 | 1–4 | 2–2 | 1–3 | 1–3 | 2–0 | 1–3 | 0–2 | 0–1 | 1–3 | 0–1 |
| Groningen        | 2–1 | 1–1 | 2–0 | 1–1 | 0–5 | 1–1 | —   | 0–3 | 0–0 | 2–0 | 5–1 | 1–1 | 2–0 | 1–1 | 3–4 | 2–3 | 1–1 | 1–1 |
| Heerenveen       | 2–0 | 0–1 | 1–2 | 2–1 | 1–2 | 2–2 | 0–0 | —   | 3–1 | 0–2 | 1–0 | 1–1 | 3–0 | 3–0 | 3–1 | 2–2 | 1–1 | 1–0 |
| Heracles Almelo  | 4–0 | 0–2 | 1–2 | 4–0 | 0–1 | 2–1 | 1–4 | 4–1 | —   | 2–0 | 3–0 | 1–2 | 2–2 | 2–2 | 1–1 | 2–1 | 0–1 | 3–1 |
| NEC Nijmegen     | 3–0 | 1–5 | 2–1 | 0–1 | 1–2 | 1–2 | 1–1 | 2–1 | 3–1 | —   | 1–1 | 0–4 | 2–0 | 0–1 | 3–2 | 0–3 | 1–1 | 0–0 |
| PEC Zwolle       | 2–1 | 1–3 | 0–2 | 1–1 | 2–2 | 3–1 | 0–4 | 2–1 | 1–2 | 2–0 | —   | 0–4 | 0–0 | 0–3 | 1–2 | 1–1 | 3–1 | 0–0 |
| PSV Eindhoven    | 3–1 | 1–0 | 1–0 | 2–0 | 0–1 | 1–0 | 0–0 | 4–3 | 1–1 | 3–1 | 4–1 | —   | 4–0 | 1–0 | 1–1 | 3–0 | 1–0 | 5–0 |
| Roda JC          | 1–1 | 0–2 | 1–1 | 4–0 | 0–2 | 1–0 | 3–1 | 0–3 | 1–1 | 0–1 | 2–1 | 0–0 | —   | 3–1 | 0–3 | 0–0 | 0–1 | 1–0 |
| Sparta Rotterdam | 0–1 | 1–3 | 1–1 | 2–3 | 1–0 | 1–0 | 2–2 | 3–1 | 3–1 | 2–0 | 2–3 | 0–2 | 2–2 | —   | 1–0 | 1–2 | 0–1 | 2–2 |
| Twente           | 4–1 | 1–0 | 1–2 | 1–2 | 0–2 | 1–2 | 3–5 | 1–0 | 1–0 | 3–0 | 2–2 | 2–2 | 0–0 | 3–1 | —   | 1–1 | 2–1 | 2–1 |
| Utrecht          | 1–1 | 0–1 | 1–2 | 2–1 | 3–3 | 3–0 | 1–5 | 1–0 | 2–0 | 1–1 | 3–1 | 1–2 | 1–0 | 2–0 | 3–0 | —   | 1–0 | 2–0 |
| Vitesse          | 1–2 | 0–1 | 2–1 | 2–2 | 0–2 | 2–0 | 2–1 | 4–2 | 1–2 | 2–1 | 3–1 | 0–2 | 3–0 | 5–0 | 3–1 | 1–1 | —   | 0–2 |
| Willem II        | 1–2 | 1–3 | 1–1 | 1–1 | 0–2 | 2–0 | 2–1 | 2–1 | 1–3 | 0–1 | 2–0 | 0–0 | 0–0 | 3–2 | 0–0 | 0–1 | 1–4 | —   |

| Vitória do mandante; Vitória do visitante; Empate. | Em negrito os jogos "clássicos". |

## Desempenho
Clubes que lideraram o campeonato ao final de cada rodada:
| 1   | 2 | 3 | 4 | 5 | 6 | 7 | 8 | 9 | 10 | 11 | 12 | 13 | 14 | 15 | 16 | 17 | 18 | 19 | 20 | 21 | 22 | 23 | 24 | 25 | 26 | 27 | 28 | 29 | 30 | 31 | 32 | 33 | 34 |
| FEY |   |   |   |   |   |   |   |   |    |    |    |    |    |    |    |    |    |    |    |    |    |    |    |    |    |    |    |    |    |    |    |    |    |

Clubes que ficaram na última posição do campeonato ao final de cada rodada:
| 1   | 2   | 3   | 4   | 5   | 6   | 7   | 8   | 9   | 10  | 11  | 12  | 13  | 14  | 15  | 16  | 17  | 18  | 19  | 20  | 21  | 22  | 23  | 24  | 25  | 26  | 27  | 28  | 29  | 30  | 31  | 32  | 33  | 34  |
| GRO | GRO | GRO | ZWO | ZWO | ZWO | ZWO | RJC | ZWO | RJC | RJC | RJC | RJC | GAE | GAE | GAE | GAE | GAE | RJC | GAE | GAE | ADO | ADO | ADO | ADO | GAE | GAE | RJC | GAE | GAE | GAE | GAE | GAE | GAE |

## Estatísticas
| Pos. | Jogador               | Equipe          | Gols |
| ---- | --------------------- | --------------- | ---- |
| 1    | Nicolai Jørgensen     | Feyenoord       | 21   |
| 2    | Ricky van Wolfswinkel | Vitesse         | 20   |
| 2    | Reza Ghoochannejhad   | Heerenveen      | 20   |
| 4    | Samuel Armenteros     | Heracles Almelo | 19   |
| 5    | Enes Ünal             | Twente          | 18   |
| 6    | Mimoun Mahi           | Groningen       | 17   |
| 6    | Wout Weghorst         | AZ Alkmaar      | 17   |
| 8    | Kasper Dolberg        | Ajax            | 16   |
| 9    | Davy Klaassen         | Ajax            | 14   |
| 9    | Jens Toornstra        | Feyenoord       | 14   |
| 9    | Sébastien Haller      | Utrecht         | 14   |

| Pos. | Jogador             | Equipe        | Assists. |
| ---- | ------------------- | ------------- | -------- |
| 1    | Hakim Ziyech        | Twente / Ajax | 12       |
| 1    | Sam Larsson         | Heerenveen    | 12       |
| 3    | Nicolai Jørgensen   | Feyenoord     | 11       |
| 4    | Milot Rashica       | Vitesse       | 10       |
| 5    | Davy Klaassen       | Ajax          | 9        |
| 5    | Andrés Guardado     | PSV Eindhoven | 9        |
| 5    | Jens Toornstra      | Feyenoord     | 9        |
| 8    | Eljero Elia         | Feyenoord     | 8        |
| 8    | Alireza Jahanbakhsh | AZ Alkmaar    | 8        |
| 10   | Jordy Croux         | Willem II     | 7        |
| 10   | Luuk de Jong        | PSV Eindhoven | 7        |
| 10   | Davy Pröpper        | PSV Eindhoven | 7        |
| 10   | Joris van Overeem   | AZ Alkmaar    | 7        |

### Hat-tricks
Atualizado em 8 de abril de 2017.
| Jogador               | Para       | Contra          | Resultado | Data                   | Ref.   |
| --------------------- | ---------- | --------------- | --------- | ---------------------- | ------ |
| Eljero Elia           | Feyenoord  | Groningen       | 5–0       | 7 de agosto de 2016    | [ 4 ]  |
| Enes Ünal             | Twente     | Groningen       | 4–3       | 21 de agosto de 2016   | [ 5 ]  |
| Kasper Dolberg        | Ajax       | NEC Nijmegen    | 5–0       | 20 de novembro de 2016 | [ 6 ]  |
| Reza Ghoochannejhad   | Heerenveen | PSV Eindhoven   | 3–4       | 22 de janeiro de 2017  | [ 7 ]  |
| Nicolai Jørgensen     | Feyenoord  | AZ Alkmaar      | 5–2       | 12 de março de 2017    | [ 8 ]  |
| Eljero Elia           | Feyenoord  | Go Ahead Eagles | 8–0       | 5 de abril de 2017     | [ 9 ]  |
| Ricky van Wolfswinkel | Vitesse    | Heerenveen      | 4–2       | 8 de abril de 2017     | [ 10 ] |
| Dirk Kuyt             | Feyenoord  | Heracles Almelo | 3–1       | 14 de maio de 2017     | [ 11 ] |